# Rue de Briord
La rue de Briord est une rue piétonne de Nantes, en France.

## Situation et accès
Située dans le centre-ville, la rue de Briord, qui relie la rue de Verdun (en un point situé à l’angle nord de la place du Pilori), à la place Saint-Vincent, est bitumée et fait partie du secteur pionnier (son accès nord est réservé aux riverains et commerçants depuis l'installation de bornes escamotables).

## Historique
Jusqu'au XIIIe siècle l'axe principal nord-sud de la cité liait le Port-Communeau, le long de l'Erdre au Port-Maillard, le long de la Loire. Il était composé des actuelles rues des Pénitentes, Saint-Jean, Saint-Vincent, de Briord, place du Pilori, rues des Chapeliers et des Petites-Écuries. À la fin du Moyen Âge, l'axe de communication se déplace vers l'ouest. Il est formé des actuelles rues Léon-Blum (anciennement « rue du Port-Communeau »), Saint-Léonard, des Carmes, place du Change et rue de la Paix, dans le prolongement de la ligne des ponts franchissant la Loire. Dès lors, la rue de Briord fait partie d'un axe secondaire,.
La rue a été appelée « rue des Jésuites » et, pendant la Révolution, « rue Bossuet ».

## Bâtiments remarquables et lieux de mémoire
Au no 5 de la rue, Victoire Durand-Gasselin signe la conception, en 1947, 1948 et 1951, du local de livraison des magasins Decré.
Au no 9 se trouve l'hôtel de Briord (ou de La Boulevardière), ancienne propriété de l'abbaye de Villeneuve, acquis en 1473 par Pierre Landais, principal conseiller du duc François II, exécuté sur l'échafaud en 1485. Sa fille, Françoise L'Espervier, dame de La Boulevardière, en hérite, et l'hôtel sert, au XVIe et au début du XVIIe siècle, de logement du gouverneur du château des ducs de Bretagne. En 1613 et 1618, les Oratoriens achètent l'hôtel, mais les instances municipales les empêchent de s'y installer. La même opposition n'empêche pas les Jésuites d'occuper le bâtiment à partir 1671. L'immeuble est vendu en 1776, après leur expulsion. Il connaît par la suite plusieurs propriétaires dont les magasins Decré qui en font une annexe.
Au no 13 de la rue se trouve l'hôtel de Châteaubriant, une des entrées de l'école supérieure des beaux-arts de Nantes Métropole (ESBANM) fermée en juin 2017.